# جیمز نیکول
جیمز نیکول (انگلیسی: James Nicholl؛ ۱۸۹۰ – ca. ۱۹۵۵) بازیکن فوتبال اهل بریتانیا بود.
از باشگاه‌هایی که در آن بازی کرده‌است می‌توان به باشگاه فوتبال میدلزبرو و باشگاه فوتبال لیورپول اشاره کرد.